# Finlande au Concours Eurovision de la chanson 2013
La Finlande est l'un des trente-neuf pays participants du Concours Eurovision de la chanson 2013, qui se déroule à Malmö en Suède. Le pays représenté par la chanteuse Krista Siegfrids et sa chanson Marry Me, est annoncée le 16 février 2013, à la suite de sa victoire lors de la finale nationale Uuden Musiikin Kilpailu 2013.

## Sélection

### Format
Le format du concours comprenait quatre émissions : deux séries, une demi-finale et une finale. Six chansons ont concouru dans chaque série et les deux premières entrées de chaque série se sont qualifiées directement pour la finale, tandis que les entrées classées de la troisième à la cinquième place se sont qualifiées pour la demi-finale.    
Six chansons ont concouru en demi-finale et les quatre meilleures chansons de la demi-finale se sont qualifiées pour compléter la liste des huit chansons de la finale. Les résultats des quatre émissions ont été déterminés à parts égales par le vote du public et par un jury composé de quatre membres. Chaque juge a attribué à chaque chanson une note allant de 1 (note la plus basse) à 10 (note la plus élevée), tandis que le vote du public comprenait les options de vote par téléphone et par SMS.   
Le jury a participé à chaque exposition en donnant son avis aux artistes en compétition et en sélectionnant les œuvres qualifiées pour le concours. Le jury était composé de :[6]
- Toni Wirtanen - Chanteur de heavy metal et leader du groupe Apulanta
- Aija Puurtinen, chanteuse et professeur de musique
- Tomi Saarinen, responsable de la musique chez YleX
- Redrama - rappeur

### Chansons sélectionnées
Une période de soumission a été ouverte par Yle entre le 3 et le 16 septembre 2012. Au moins un des auteurs et le(s) chanteur(s) principal(aux) devaient avoir la nationalité finlandaise ou vivre en Finlande de manière permanente pour que la candidature puisse être retenue[3]. Un jury d'experts nommé par Yle a sélectionné douze candidatures pour le concours parmi plus de 470 candidatures reçues et les candidatures en compétition ont été présentées au cours de trois émissions télévisées d'avant-première entre le 27 décembre 2012 et le 10 janvier 2013[7].  
| Ordre | Artiste          | Chanson                           |   |       |        |
| ----- | ---------------- | --------------------------------- | - | ----- | ------ |
| Ordre | Artiste          | Chanson                           | 1 | Arion | "Lost" |
| 2     | Atlético Kumpula | "Paperilyhty"                     |   |       |        |
| 3     | Diandra          | "Colliding Into You"              |   |       |        |
| 4     | Elina Orkoneva   | "He's Not My Man"                 |   |       |        |
| 5     | Great Wide North | "Flags"                           |   |       |        |
| 6     | Iina Salin       | "Last Night"                      |   |       |        |
| 7     | Ilari Hämäläinen | "Sytytä mut vaan"                 |   |       |        |
| 8     | Krista Siegfrids | "Marry Me"                        |   |       |        |
| 9     | Last Panda       | "Saturday Night Forever"          |   |       |        |
| 10    | Lucy Was Driving | "Dancing All Around the Universe" |   |       |        |
| 11    | Mikael Saari     | "We Should Be Through"            |   |       |        |
| 12    | Rautakoura       | "Ilmalaivalla"                    |   |       |        |

## Émissions

### Émission 1: 17 janvier 2013
| Ordre | Artiste          | Chanson                  | Jury | Jury | Jury | Jury | Total | Résultat   |
| Ordre | Artiste          | Chanson                  | 1    | 2    | 3    | 4    | Total | Résultat   |
| ----- | ---------------- | ------------------------ | ---- | ---- | ---- | ---- | ----- | ---------- |
| 1     | Iina Salin       | "Last Night"             | 6    | 8    | 8    | 7    | 29    | Semi-final |
| 2     | Last Panda       | "Saturday Night Forever" | 8    | 6    | 7    | 6    | 27    | Semi-final |
| 3     | Mikael Saari     | "We Should Be Through"   | 10   | 10   | 9    | 9    | 38    | Final      |
| 4     | Ilari Hämäläinen | "Sytytä mut vaan"        | 5    | 6    | 6    | 4    | 21    | Out        |
| 5     | Rautakoura       | "Ilmalaivalla"           | 7    | 6    | 7    | 6    | 26    | Semi-final |
| 6     | Diandra          | "Colliding Into You"     | 8    | 8    | 8    | 8    | 32    | Final      |

### Émission 2: 24 janvier 2013
| Ordre | Artiste          | Chanson                           | Jury | Jury | Jury | Jury | Total | Résultat   |
| Ordre | Artiste          | Chanson                           | 1    | 2    | 3    | 4    | Total | Résultat   |
| ----- | ---------------- | --------------------------------- | ---- | ---- | ---- | ---- | ----- | ---------- |
| 1     | Atlético Kumpula | "Paperilyhty"                     | 7    | 6    | 8    | 7    | 28    | Out        |
| 2     | Krista Siegfrids | "Marry Me"                        | 8    | 8    | 9    | 9    | 34    | Final      |
| 3     | Lucy Was Driving | "Dancing All Around the Universe" | 6    | 7    | 7    | 6    | 26    | Semi-final |
| 4     | Arion            | "Lost"                            | 9    | 9    | 9    | 8    | 35    | Final      |
| 5     | Elina Orkoneva   | "He's Not My Man"                 | 6    | 7    | 7    | 6    | 26    | Semi-final |
| 6     | Great Wide North | "Flags"                           | 9    | 9    | 9    | 9    | 36    | Semi-final |

### Demi-finale: 31 janvier 2013
| Ordre | Artiste          | Chanson                           | Jury | Jury | Jury | Jury | Total | Résultat   |
| Ordre | Artiste          | Chanson                           | 1    | 2    | 3    | 4    | Total | Résultat   |
| ----- | ---------------- | --------------------------------- | ---- | ---- | ---- | ---- | ----- | ---------- |
| 1     | Last Panda       | "Saturday Night Forever"          | 6    | 6    | 6    | 6    | 24    | Advanced   |
| 2     | Elina Orkoneva   | "He's Not My Man"                 | 6    | 8    | 9    | 9    | 32    | Advanced   |
| 3     | Rautakoura       | "Ilmalaivalla"                    | 6    | 6    | 6    | 6    | 24    | Eliminated |
| 4     | Great Wide North | "Flags"                           | 10   | 10   | 10   | 10   | 40    | Advanced   |
| 5     | Iina Salin       | "Last Night"                      | 5    | 7    | 6    | 6    | 24    | Eliminated |
| 6     | Lucy Was Driving | "Dancing All Around the Universe" | 5    | 6    | 5    | 6    | 22    | Advanced   |

### Finale: 9 février 2013
| Ordre | Artiste          | Chanson                           | Jury  | Télévote | Total | Place |
| ----- | ---------------- | --------------------------------- | ----- | -------- | ----- | ----- |
| 1     | Arion            | "Lost"                            | 13.5% | 7.0%     | 10.2% | 5     |
| 2     | Elina Orkoneva   | "He's Not My Man"                 | 11.5% | 5.2%     | 8.4%  | 6     |
| 3     | Lucy Was Driving | "Dancing All Around the Universe" | 9.6%  | 1.6%     | 5.6%  | 7     |
| 4     | Krista Siegfrids | "Marry Me"                        | 14.6% | 38.6%    | 26.6% | 1     |
| 5     | Last Panda       | "Saturday Night Forever"          | 9.2%  | 1.4%     | 5.3%  | 8     |
| 6     | Mikael Saari     | "We Should Be Through"            | 14.6% | 18.4%    | 16.5% | 2     |
| 7     | Great Wide North | "Flags"                           | 14.6% | 12.0%    | 13.3% | 4     |
| 8     | Diandra          | "Colliding Into You"              | 12.3% | 15.8%    | 14.1% | 3     |

## À l'Eurovision
La Finlande participa à la deuxième demi-finale, le 16 mai 2013. Y arrivant 9e avec 64 points, le pays se qualifie pour la finale du 18 mai 2013. Il termine finalement 24e avec 13 points. 